# Брилёвка (Киевская область)
Брилёвка (укр. Брилівка) — село, входит в Ставищенский район Киевской области Украины.
Население по Всеукраинской переписи населения 2001 года составило 829 человек. Почтовый индекс — 09434. Телефонный код — 4564. Занимает площадь 3,958 км². Код КОАТУУ — 3224281201.

## География
Село Брилёвка расположено в 12 км к востоку от районного центра п.г.т. Ставище.

## Управление
Сельский совет:  Брилівська сільська рада, 09434, Київська обл., Ставищенський р-н, с. Брилівка, вул. Вишнева, буд. 4 (укр.), телефон: 04564-23418.
Сельская выборная комиссия: Брилівська сильська виборча комісiя, Київська обл., Ставищенський р-н, с. Брилівка, вул. Вишнева, буд. 8 (укр.),
телефон: 04564-23418.
Сельский голова:
—  2002 — сентябрь 2015 — Владимир Чкана,
— октябрь 2015 — сентябрь 2016 года — Иван Кравец,
— с апреля 2017 года — Валентина Мейта.

## Административное подчинение
- XVI—XVIII века — в составе Брацлавского воеводства.
- XIX век —  Таращанский уезд Киевской губернии.
- XX—XXI века — Ставищенский район Киевской области.

## История
Село было основано в 1660 году. Упоминания о селе сохранились еще со времен Золотой Орды. Тогда и появился на высоких левых холмах реки Гнилой Тикич один из оборонных княжеских фортпостов. Следы древнего городища — останки пещер на левом берегу Тикича — сохранились до сих пор. В тех пещерах поселенцы прятались от набегов врага.
Название села связано с древним ремеслом, которым занимались жители. Из соломы они плели большие и малые корзины для хранения хлеба, зерна, муки. Плели шляпы — летний головной мужской убор ( (укр.) „бриль” — «шляпа»).
В исторических источниках село впервые упоминается в 1765 году.
В селе есть современная церковь Иоанна Богослова, построенная из белого кирпича.
Вот как описал Брилёвку в 1864 году священнослужитель, краевед и историк Л. И. Похилевич в своём 763-страничном труде «Сказания о населённых местностях Киевской губернии»:

Брилевка, село на левой стороне Гнилого Тикича, в 2-х верстах от озера Попружной. Называется также Буркатовкой, по имени шляхтича Бурката, в прошлом веке жившего. Но название Брилевка — древнее. При селе есть древнее замковище на правой стороне Гнилого Тикича, при впадении в оный ручья Красиловки. Замок был обведен в полукруге до реки валами, еще и доселе заметными и палисадом. По преданию, его устроил в XVII веке казацкий старшина Боняк, имевший особую примету на щеке — мышь (родимое пятно) и шесть пальцев на правой руке. Не могши себя защитить от неприятеля, он сам сжег этот замок. По левую сторону Тикича, на возвышении против старого замковища, открыта в недавние времена яма, в роде покоя (П); оттуда ход ведет в небольшую пещеру, кольцеобразно устроенную; а отсюда есть другой ход в простую пещеру, но эта последняя засыпана песком; потому дальнейшее ее направление и длина неизвестны. Под валами здешнего замковища, по уверению простолюдинов также должны находиться пещеры. На полях Брилевки и Антоновки приметны валы в разных направлениях. Кажется они в связи между собою и с теми, которые находятся в Ставищах. Жителей обоего пола в Брилевке 1051, в том числе 8-м латинствующих.
Церковь во имя Иоанна Богослова, деревянная, 6-го класса; земли имеет с хутором 93 десятины; построена 1767 года.

## Сельскохозяйственные и промышленные предприятия
- Коллективное сельскохозяйственное предприятие "Тікич"
- "Бриловская сыроварня". Производство молочных продуктов по «домашней технологии»: сыр, брынза, творог, йогурт, кефир, ряженка.
- Группа компаний «Агротехпроект». Выращивание зерновых технических и прочих культур, не отнесённых к другим классам растениеводства; производство хлебобулочных изделий.
- Открытое акционерное товарищество "Агро-сервіс"
- Закрытое акционерное товарищество "Брилівське"
- Малое частное предприятие "Спектр"

## Достопримечательности, памятники
- Памятник воинам-односельчанам, погибшим в годы Второй мировой войны (у сельского дома культуры)
- Памятный крест жертвам Голодомора (на сельском кладбище)

## Галерея

Село Брилёвка
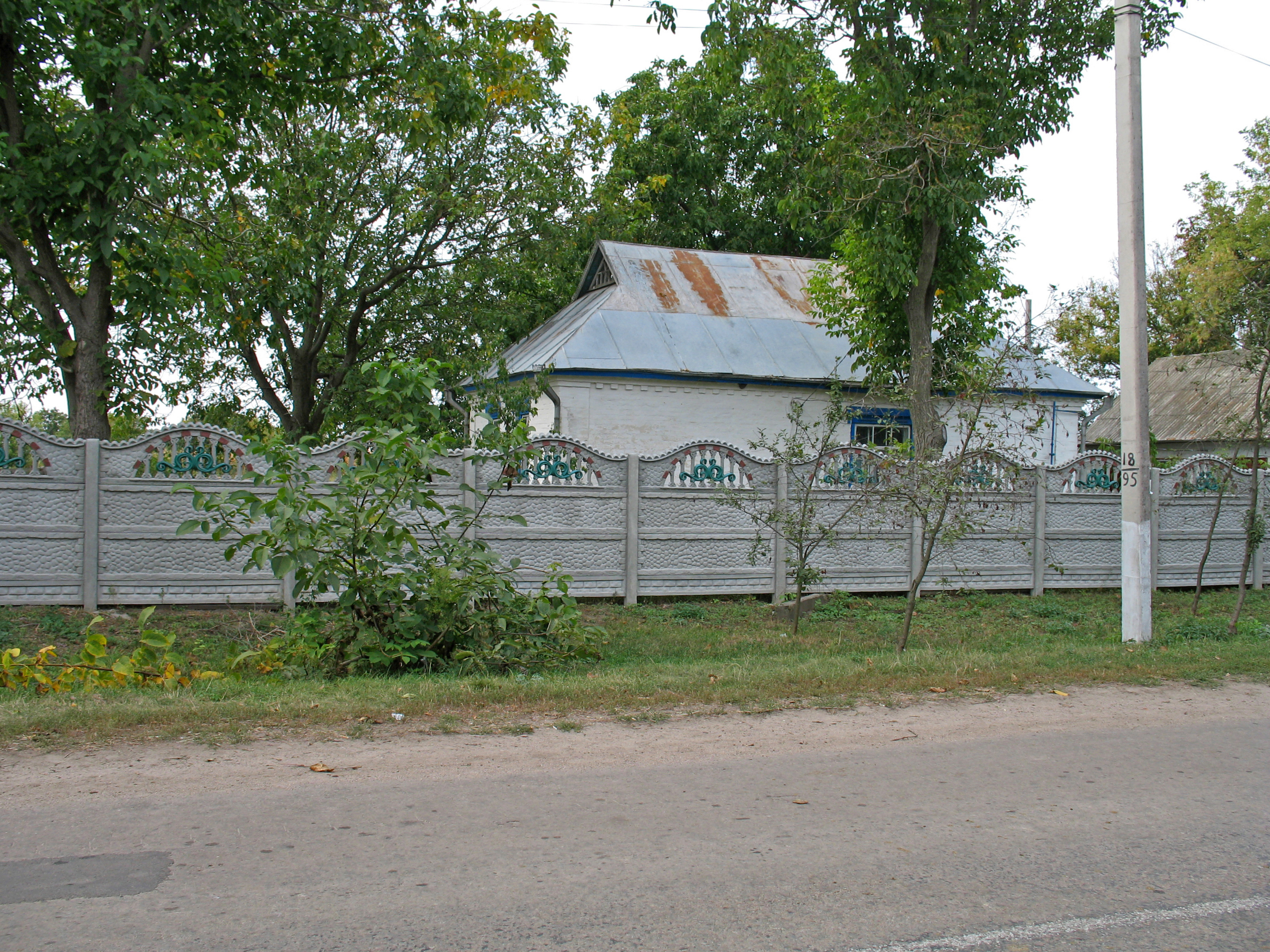
Улица Вишнева (бывшая Радяньска)
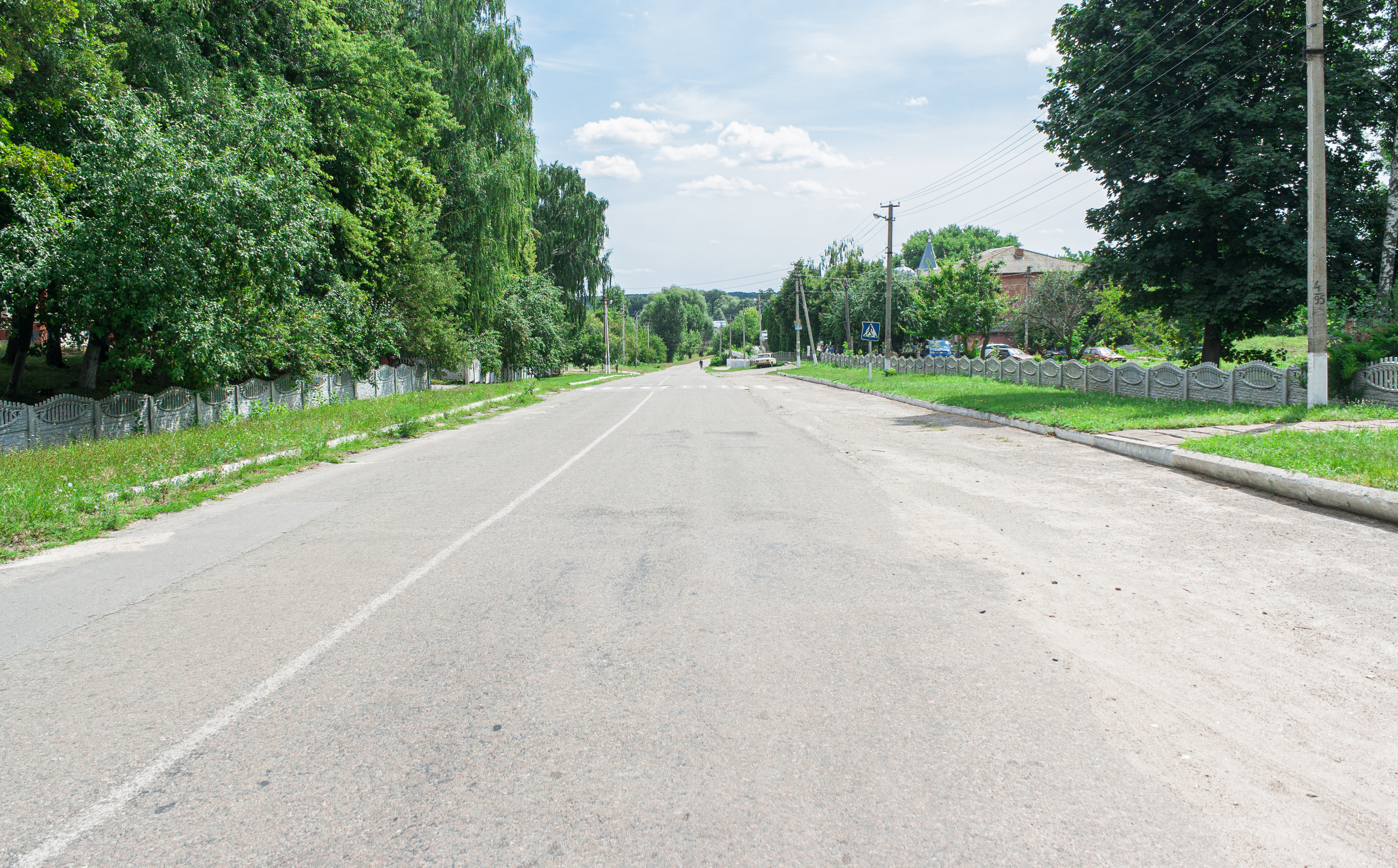
Улица Вишнева
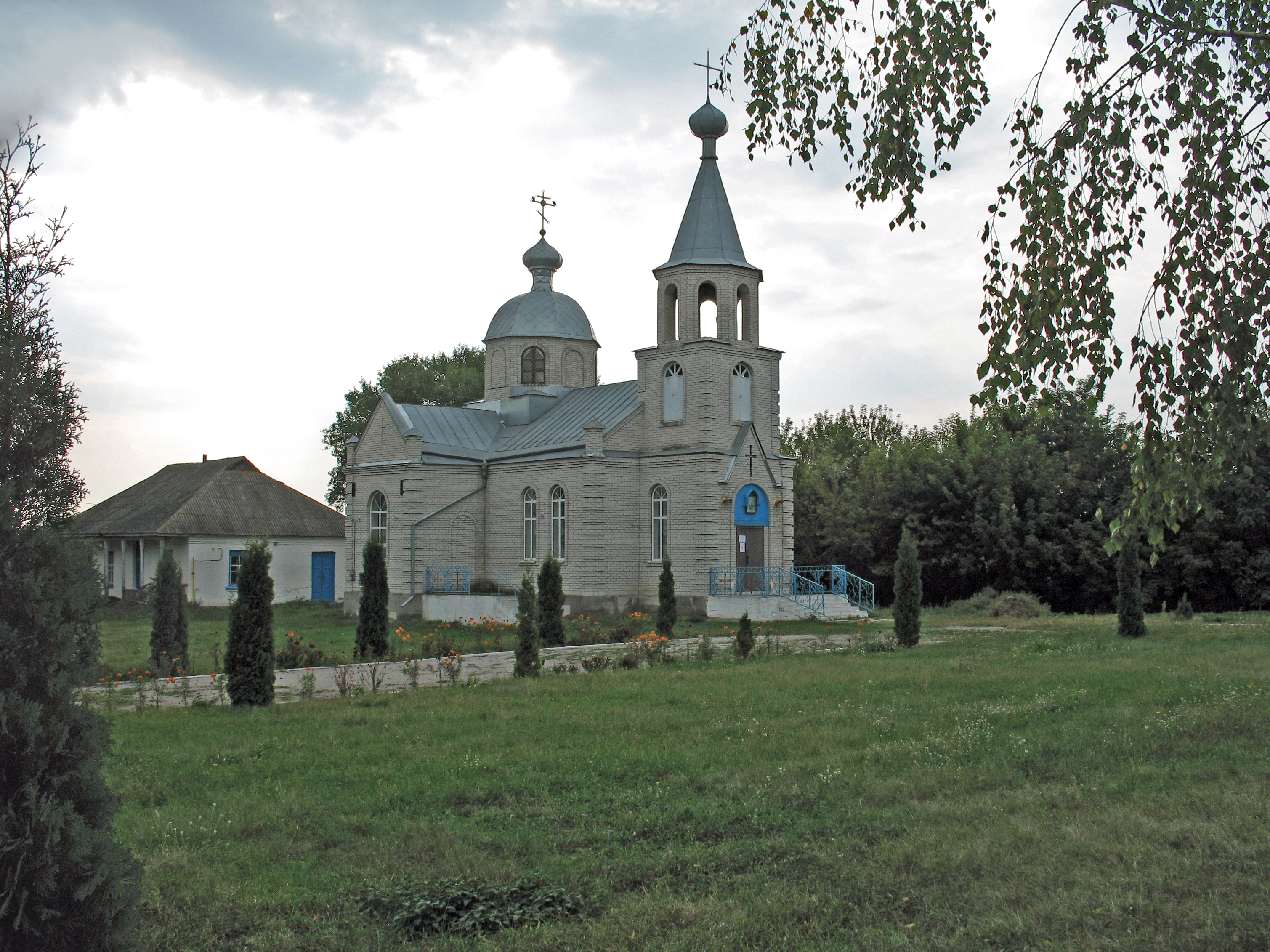
Церковь Иоанна Богослова (сгорела в сентябре 2021 года[6])
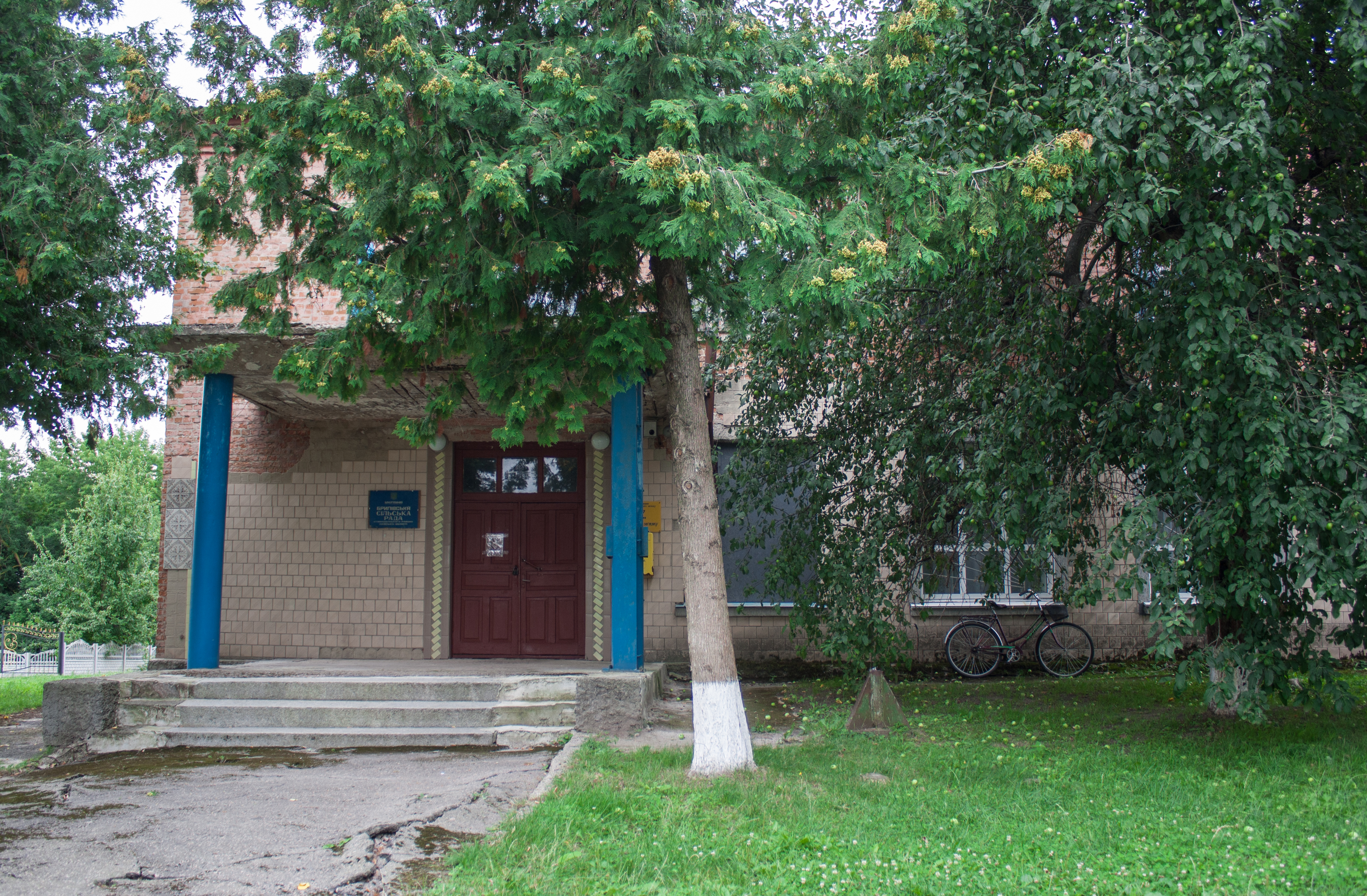
Сельсовет
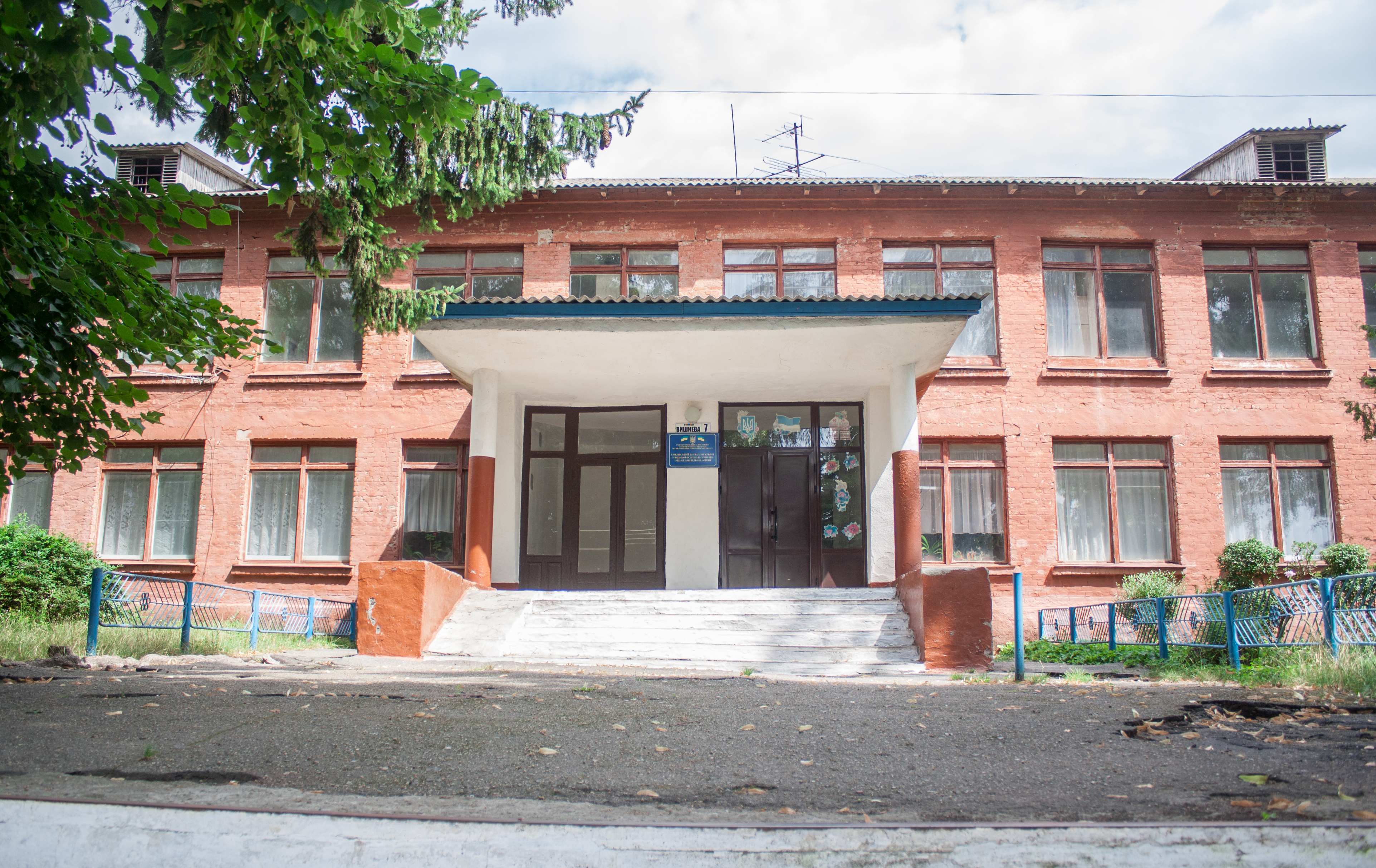
Школа
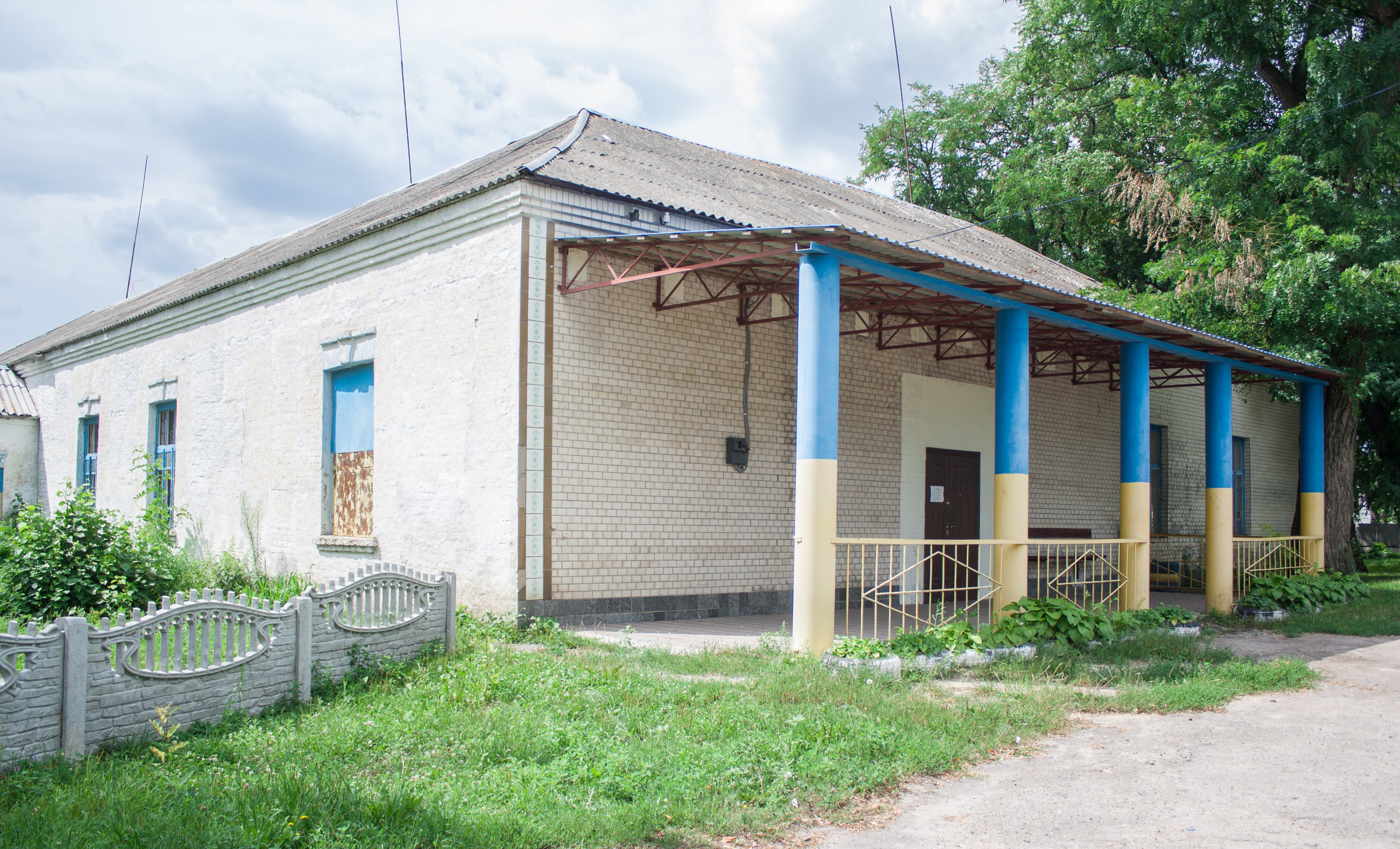
Дом культуры
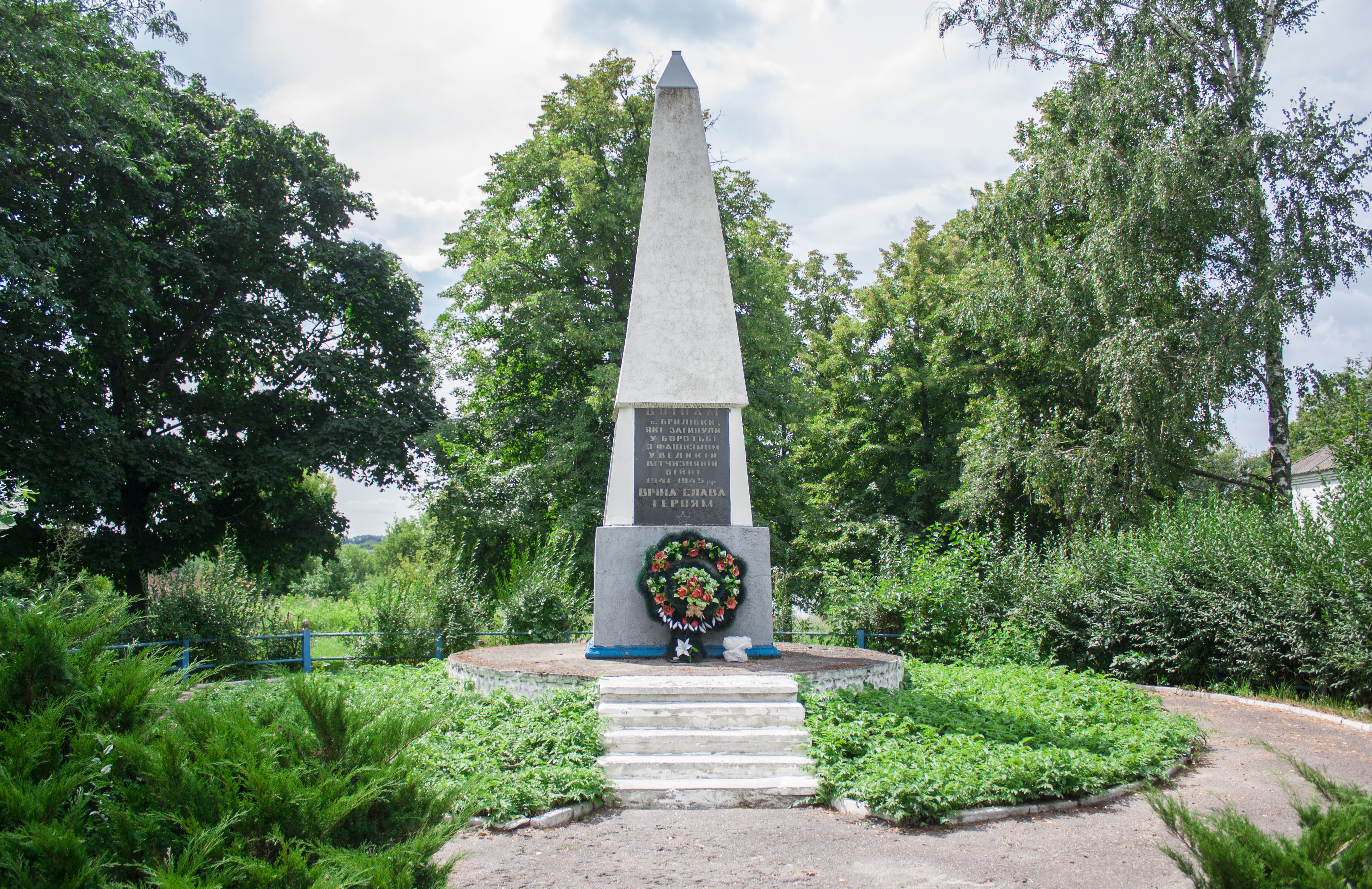
Памятник воинам-односельчанам (объект культурного наследия Украины)
Вид на реку Гнилой Тикич
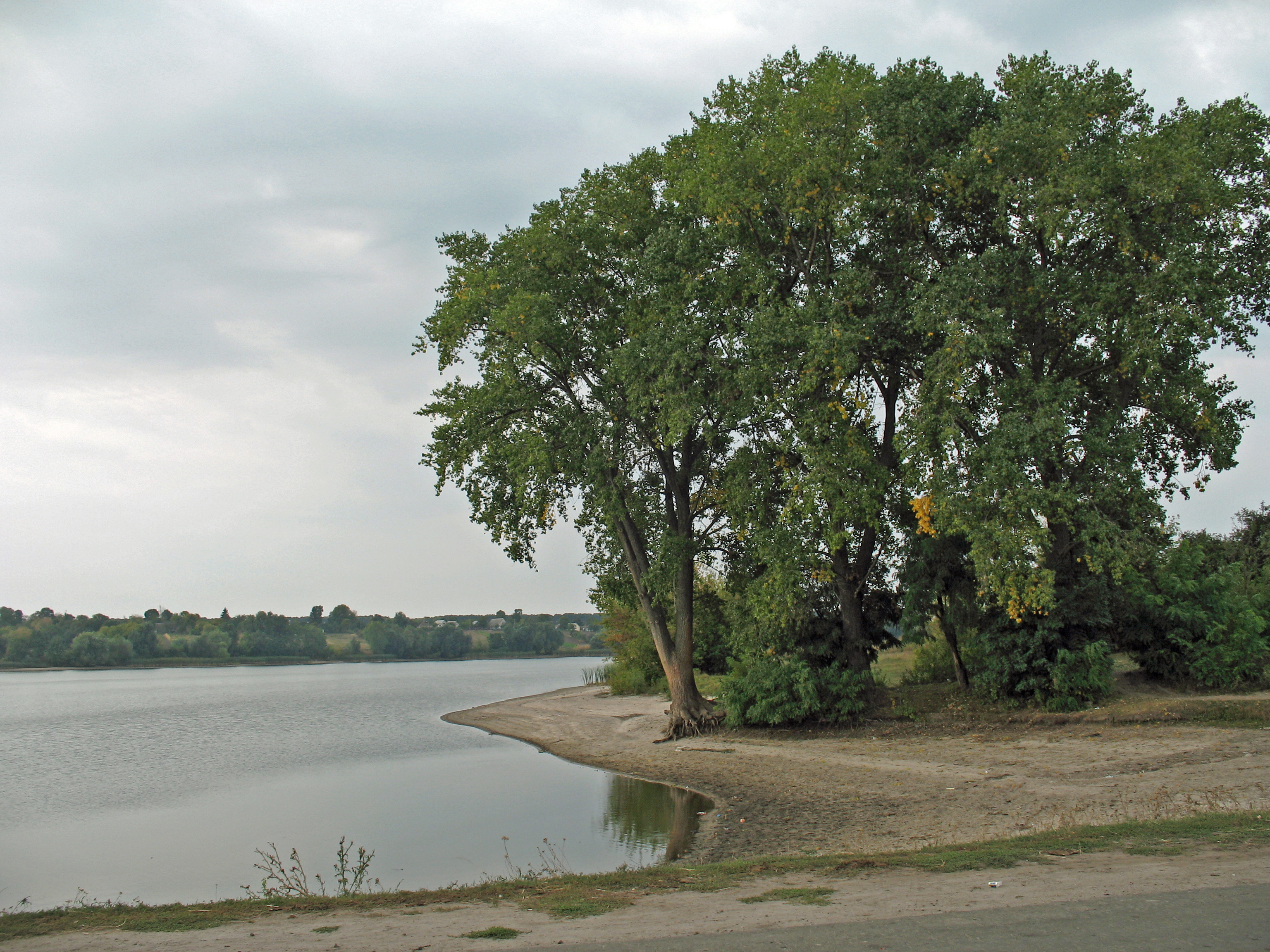
Берег водохранилища
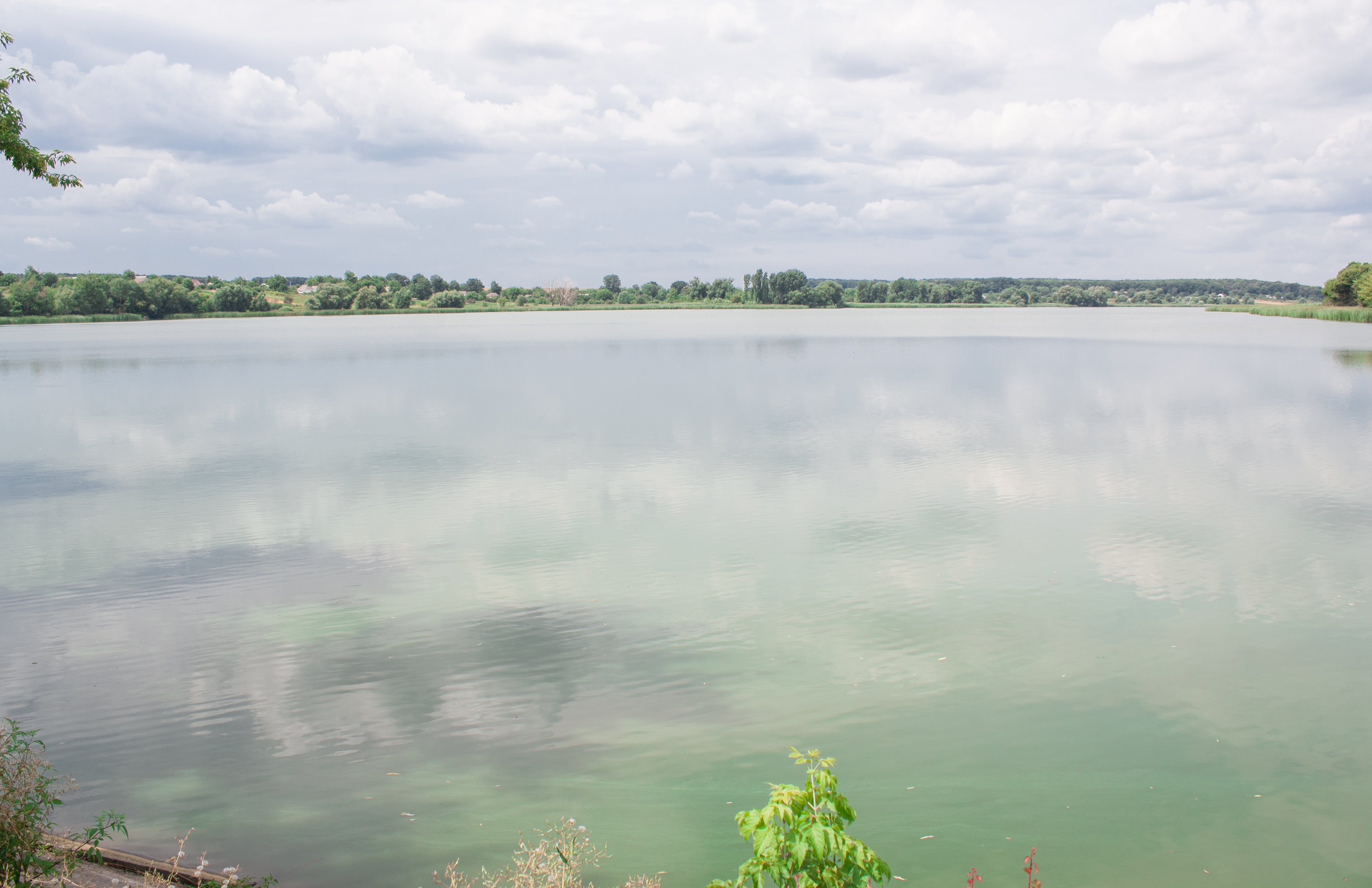
Ставок
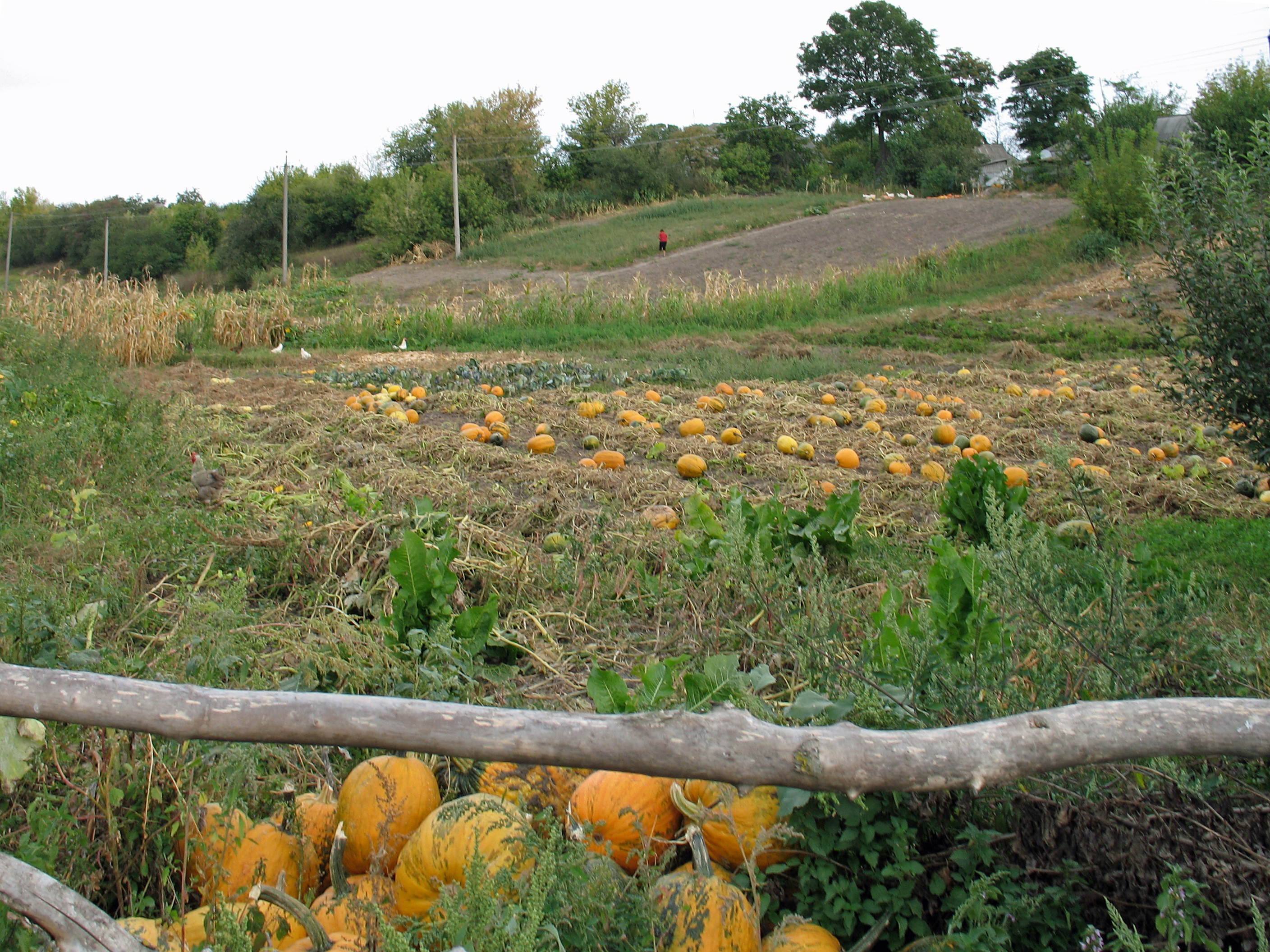
Сельские огороды
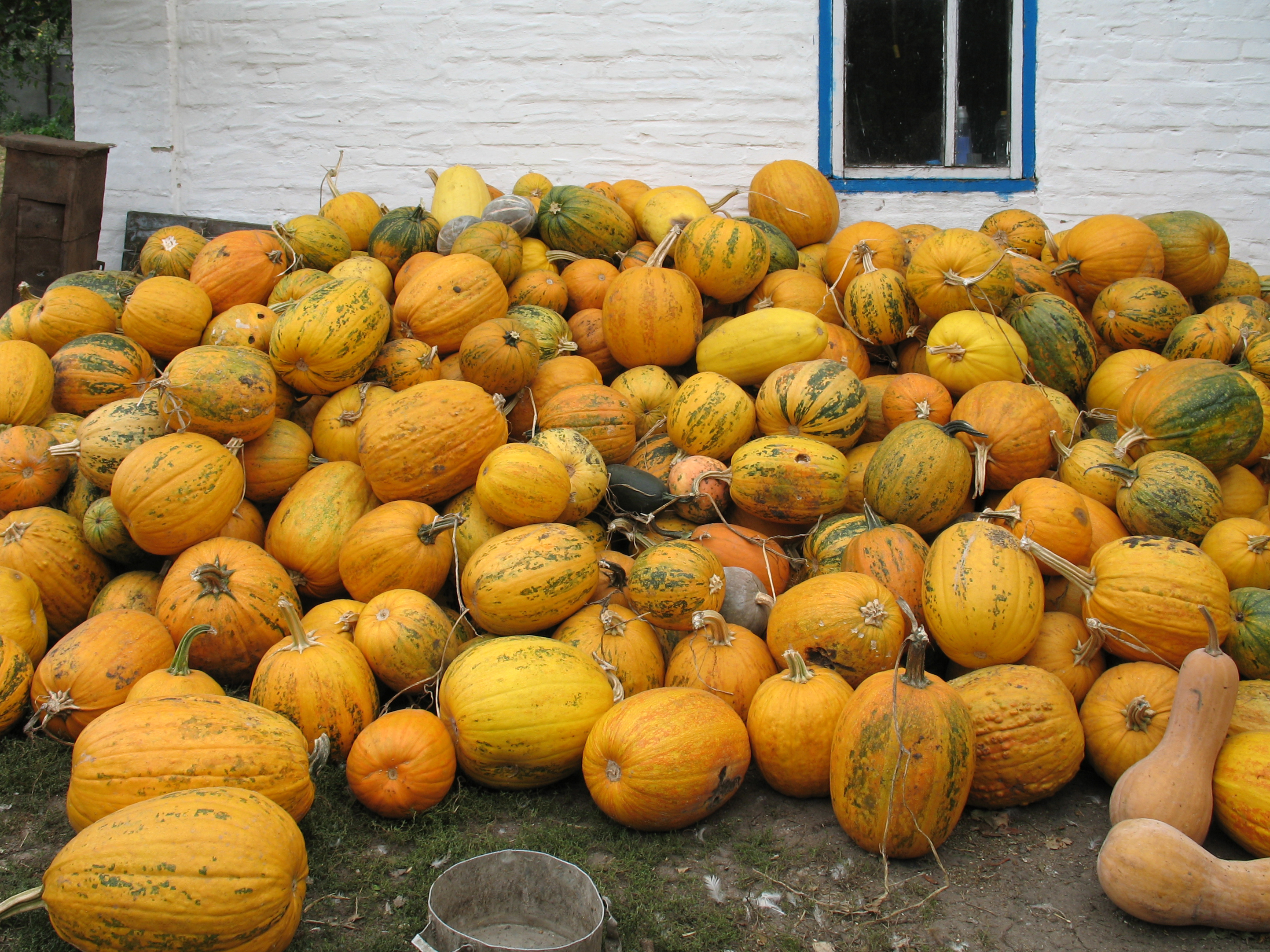
Урожай тыквы в домохозяйстве